# Hakugei
Hakugei (jap. 白鯨, japanisch für Weißer Wal) in Nagashima Spa Land (Kuwana, Mie, Japan) ist eine Stahlachterbahn in der Bauweise IBox Track des Herstellers Rocky Mountain Construction, die am 28. März 2019 eröffnet wurde. Sie ersetzt die Achterbahn White Cyclone, die zuvor an derselben Stelle stand, benutzt dabei aber noch einen Teil der Stützenstruktur von White Cyclone. Sie ist die erste Achterbahn von Rocky Mountain Construction in Asien.
Die 1530 m lange Strecke erreicht eine Höhe von 55 m und besitzt eine erste Abfahrt von 80°. Auf der Strecke wurden außerdem drei Inversionen verbaut: einen Zero-g-Stall, sowie zwei Zero-g-Rolls.

## Züge
Hakugei besitzt drei Züge mit jeweils sechs Wagen. In jedem Wagen können vier Personen (zwei Reihen à zwei Personen) Platz nehmen. Als Rückhaltesystem kommen individuell verstellbare hydraulische Schoßbügel und Sicherheitsgurte zum Einsatz.